# Yalıntaş, Mustafakemalpaşa
Yalıntaş là một xã thuộc huyện Mustafakemalpaşa, tỉnh Bursa, Thổ Nhĩ Kỳ. Dân số thời điểm năm 2011 là 5.517 người.